# Von Ahnska magasinet
Het Von Ahnska magasinet is een havenpakhuis, aan de straat Storgatan in Umeå, Zweden. Het warenhuis was oorspronkelijk een houten schuur gebouwd door luitenant-kolonel Ludwig August von Hedenberg in 1887; de architect was Carl Fridolf Engelbert Sandgren.
Het gebouw overleefde de grote brand die in Umeå woedde in 1888 en werd gekocht door de van oorsprong Duitse koopman Johan Viktor von Ahn die het richting de rivier Ume uitbreidde.
Anno 2014 is het gebouw in bezit van Umeå Energi, waarvan het hoofdkantoor gevestigd is tussen het Von Ahnska magasinet en het Gamla bankhuset. Het Von Ahnska magasinet is opgenomen als een beschermd monument volgens de Zweedse regelgeving.